# Friedrich Schirmer (Politiker, 1885)
Friedrich Heinrich Schirmer (* 25. September 1885 in Lindhorst; † 3. Mai 1968 in Niedernwöhren) war ein deutscher Politiker (SPD).

## Leben
Friedrich Schirmer wurde als Sohn eines Kleinbauern geboren. Nach dem Schulbesuch absolvierte er eine Bergarbeiterlehre und arbeitete im Anschluss als Bergmann in Lindhorst. Ab 1927 übte er den Beruf in Niederwöhren aus. Anfang 1928 rückte er für den verstorbenen Abgeordneten Karl Abelmann in den Landtag des Freistaates Schaumburg-Lippe nach, dem er bis 1933 angehörte. In der letzten Wahlperiode rückte er im April 1933 noch einmal kurzzeitig als Abgeordneter in den Landtag nach, da zuvor vier SPD-Landtagsabgeordnete aus Protest zurückgetreten waren.
Friedrich Schirmer war seit 1907 verheiratet.